# Susanna Kubelka

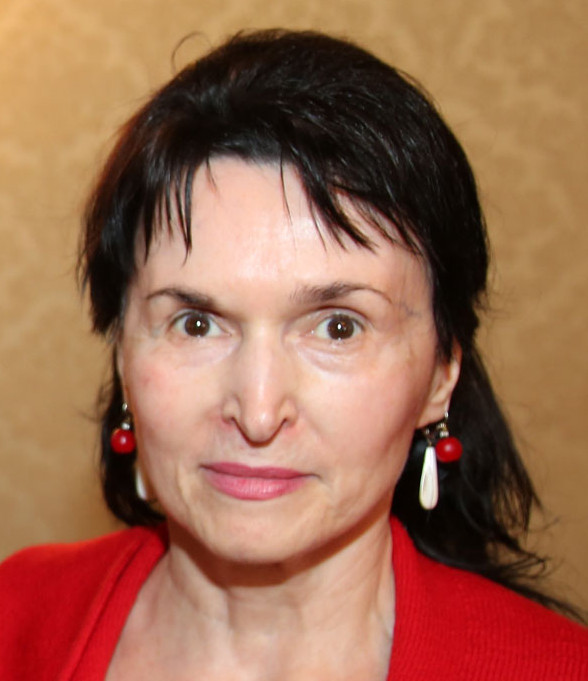
Susanna Kubelka (2015)

Susanna Kubelka (* 20. September 1942 in Linz; † 5. oder 6. Mai 2024 in Wien) war eine österreichische Schriftstellerin.

## Leben
Nach der Matura war Kubelka vorübergehend Volksschullehrerin, dann studierte sie Anglistik und promovierte 1977 zum Dr. phil. mit einer Arbeit über die Art der Frauendarstellung im englischen Roman des 18. Jahrhunderts. Längere Aufenthalte in Frankreich und Australien gingen ihrer Tätigkeit als Redakteurin bei der Wiener Tageszeitung Die Presse voraus. Kubelka war einige Jahre lang mit einem Engländer verheiratet und lebte auch vier Jahre in London. Ab 1981 lebte sie hauptsächlich in Paris. Kubelka war aus Tierliebe ab 1984 überzeugte Vegetarierin.
Mit ihrem ersten Buch – dem Sachbuch Endlich über vierzig (1980) – gelang ihr ein Welterfolg. Auch mutmachende intelligente und lebensfrohe Romane, die meistens im Pariser Exilantenmileu spielen, folgten, von denen der bekannteste Ophelia lernt schwimmen und ein weiterer Das gesprengte Mieder ist. Ihre Bücher wurden weltweit in 29 Sprachen übersetzt. Im deutschsprachigen Raum werden ihre Bücher bei der Verlagsgruppe Lübbe verlegt.
Susanna Kubelka war die Schwester des Filmemachers Peter Kubelka. Sie starb im Mai 2024 im Alter von 81 Jahren in Wien.

## Werke
- Endlich über vierzig. Der reifen Frau gehört die Welt (1980)
- Ich fange noch mal an. Glück und Erfolg in der zweiten Karriere (1981)
- Burg vorhanden, Prinz gesucht. Ein heiterer Roman (1983)
- Ophelia lernt schwimmen. Der Roman einer jungen Frau über vierzig (1987)
- Mein Wien (1990)
- Madame kommt heute später (1993)
- Das gesprengte Mieder (2000)
- Der zweite Frühling der Mimi Tulipan (2005)
- Adieu Wien, Bonjour Paris (2012)